# Transgresja (genetyka)
Transgresja – zjawisko polegające na pojawieniu się w wyniku krzyżowania takich osobników potomnych, u których zakres zmienności danej cechy przekracza zakres zmienności tej cechy u pokolenia rodzicielskiego. Taka sytuacja może nastąpić, gdy cecha jest ilościowa (np. wzrost lub waga) i determinowana przez geny kumulatywne.
Załóżmy, że wydajność produkcji mleka przez krowy jest zależna od trzech genów – D, E i F. Ich efekty są identyczne, każdy zwiększa produkcję mleka o 400 kg. Genotyp ddeeff będzie warunkował wydajność na poziomie 2400 kg, DDEEFF – 4800 kg, a heterozygotyczny DdEeFf – 3600 kg. Krzyżując osobniki heterozygotyczne względem tych genów (DdEeFf), mogą wystąpić różne genotypy, o różnej wydajności mlecznej. Choć przeważająca część potomstwa będzie wykazywać średnią wartość cechy, na poziomie podobnym jak rodzice, to jednak mogą pojawić się również osobniki o wyższych wartościach cechy niż rodzice (np. DDEEFF) oraz niższych (np. ddeeff). Zjawisko to stanowi źródło zmienności transgresywnej, co wykorzystuje się w hodowli roślin i zwierząt, umożliwiając selekcję osobników wykazujących pożądane natężenie cechy.